# Agrostis lyallii
Agrostis lyallii là một loài thực vật có hoa trong họ Hòa thảo. Loài này được Hook.f. mô tả khoa học đầu tiên năm 1853.